# 苏南

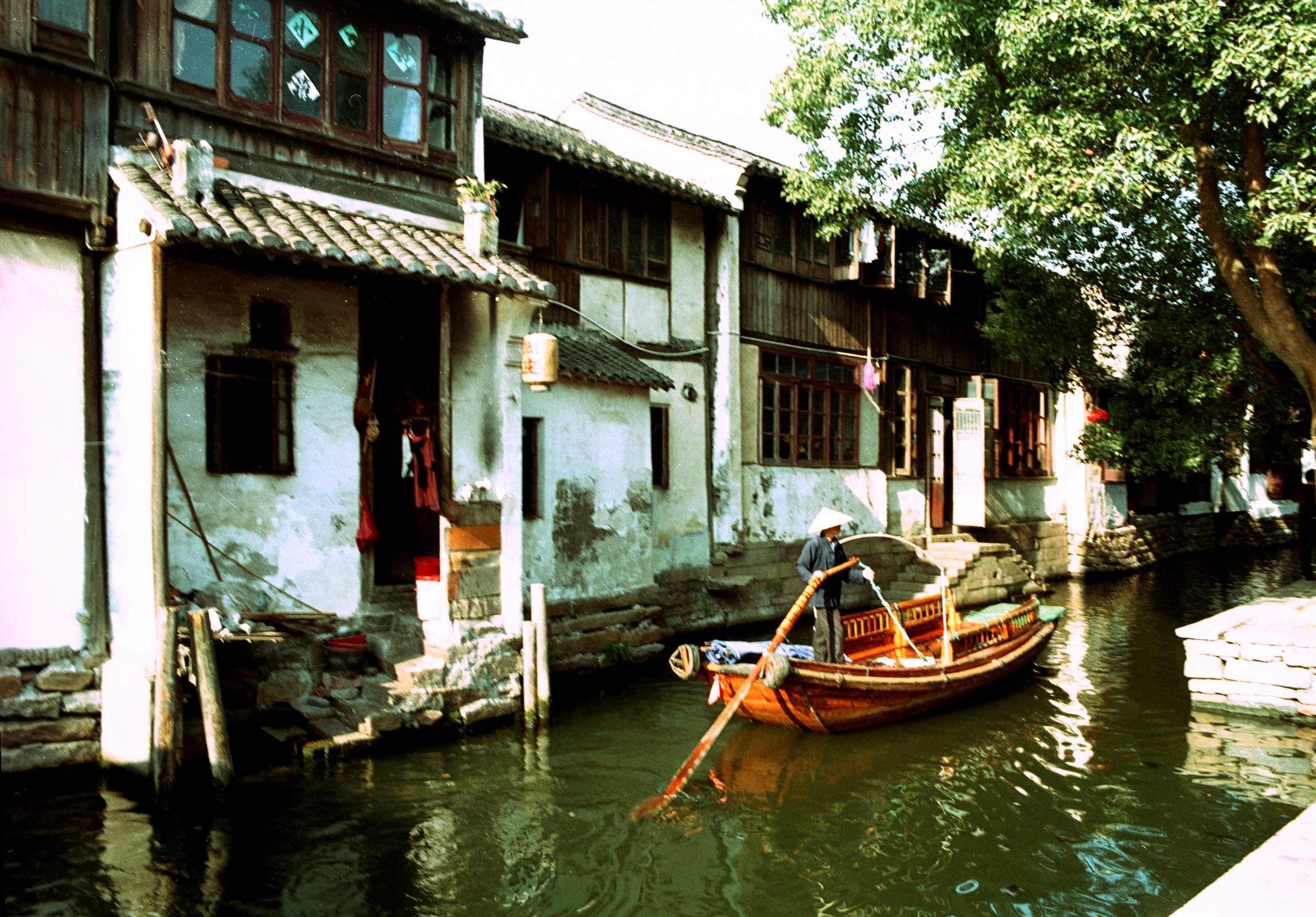
苏南水乡小镇

苏南，地区名，与苏中、苏北相对，2002年以来官方定义为江苏省南部的苏州、无锡、常州、镇江和南京五市。国家发展和改革委员会已于2013年4月25日公布中国第一个以现代化建设为主题的区域规划——苏南现代化建设示范区规划。

## 地理
苏南地区的地势，东部和中部总体上极为低平，为坦荡的太湖平原，太湖周围偶尔分布一些孤丘，如无锡的惠山（328米）等；西部南京、镇江一带丘陵起伏，包括南京紫金山（448米）、茅山（372米）等。
苏南地区大部分地方河道纵横，尤其以东部太湖平原的河网最为密集。苏南地区拥有众多湖泊，包括太湖、阳澄湖、「固城湖」、滆湖等。太湖在很长一段时间内是中国第三大淡水湖，随着洞庭湖、鄱阳湖湖区面积逐年减小，太湖已经成为中国最大的淡水湖。

## 历史
历史上，江苏省辖区的长江两岸在明代以前大多分属不同的政区。如：北宋时期苏南的苏州、常州（今常州，无锡）、润州（今镇江，南京部份地區）、秀州（今上海、嘉兴）属于两浙路，江宁（今南京）属江南东路
而苏北地区属于淮南东路；
元代，苏南地区（江蘇長江以南）均属江浙等处行中书省（简称江浙行省），苏北地区属河南江北行省。
明代，江苏南北一同划归南直隶。
清代江苏建省后，曾有数次以长江为界南北分治。
清顺治二年（1645），清廷改南京（南直隶）为江南省，辖区大致包括今江苏省、安徽省和上海市。设左、右布政使于江宁（今南京），左为长，右为副，掌全省政令、财赋。衙署在大功坊，即今瞻园路128号。
顺治十八年（1661），右布政使由江寧移驻苏州，领江宁等5府，
辖苏南及上海市一带；左布政使仍驻江宁，领淮安等9府，辖今苏北及安徽省一带。
清末一度在江北清江浦（淮安）设立江淮巡抚，与驻扎苏州的江苏巡抚并立。
民国时期，江苏省不再南北分治。省会设在南京（1912年到1929年）或镇江（1929年到1949年），南京1927年重新作為首都。
但是在汪精卫政权时期，江苏省省会迁往苏州，其实际管辖区域限于长江以南，南京是日治時期首都。
1949年到1952年，中共在华东大区下分别设立苏南行署区（驻无锡）和苏北行署区（驻扬州）。
蘇北行署不包括今日的徐州市區，銅山縣，邳州市，東海縣，豐縣，沛縣，盱眙縣，泗洪縣，

## 文化
苏南的东部和中部，苏州、无锡、常州三市大部分地区是吴语区（除沿江部分地区和常州下辖的金坛市大部为江淮方言区），镇江下辖的丹阳市、丹徒区的东南部，以及南京下辖的高淳县亦为吴语区；南京的大部分地区（除高淳）、镇江市区和句容、扬中两个县级市是江淮方言区。镇江是两种方言的过渡地带，历史上原属吴语区，因为永嘉南渡（衣冠南渡）以及后来的历次北方移民迁入，沿江的市区方言逐渐转为同扬州话类似的江淮官话，而市区东南的丹徒、丹阳等地则仍讲吴语。南京的情况与之类似，但因多次成为首都，北方移民的影响更大，在方言上也更加“北化”。
苏南地区主要的地方戏和曲艺有锡剧、苏州评弹等。

## 经济
苏南是江苏经济最发达的区域，也是中国经济发展最快最发达的区域之一。
2006年11月，国家统计局发布了根据经济社会综合发展指标测算的“2006全国百强县（市）”名单，前十名中江苏占了七席，分别是昆山（第一）、张家港（第三）、江阴（第四）、常熟（第六）、武进（第八）、太仓、吴江（并列第九）。而在“2009全国百强县（市）”名单中，江阴、昆山、张家港、常熟并列第一，吴江第五，太仓第七，宜兴第九。常州市武进区因划成常州市市辖区，因而不在评比中。
2013年2月19日，南京市的溧水和高淳两地撤县设区，自此苏南境内再无县，只有县级市和市辖区。

## 交通
苏南地区，尤其是太湖平原，是中国内河航运特别发达的地区，航道极为密集，其中以长江以及京杭大运河为主干。大小城镇传统上都临河而建。20世纪初清光绪末年，铁路运输兴起，沪宁铁路贯穿苏南。1990年代以后，江苏省建成高速公路网。